# Dardus albomaculatus
Dardus albomaculatus är en insektsart som beskrevs av William Lucas Distant 1892. Dardus albomaculatus ingår i släktet Dardus och familjen Eurybrachidae. Inga underarter finns listade i Catalogue of Life.